# المحمودية (العراق)
المحمودية مدينة وقضاء يقع جنوب مدينة بغداد مساحته تصل إلى 1400 كم².

## السكان
حسب تقديرات عام 2014م يبلغ عدد سكان قضاء المحمودية بأجمعه (أي مدينة المحمودية والمدن والقرى والمناطق الريفية التابعة له) حوالي 460,000 نسمة.

## المدن
- المحمودية يسكن فيها (300 ألف نسمة)
- الرشيد يسكن فيها (150 ألف نسمة)
- اللطيفية يسكن فيها (50 ألف نسمة)
- اليوسفية يسكن فيها (30 ألف نسمة)
- صدر اليوسفية وباقي المناطق يسكن بها (10 ألف نسمة)

## التاريخ
بعد سقوط حكم صدام شهدت المحمودية عمليات انتحارية ضد القوات الأمريكية والمدنيين من خلال انتحاري فجر نفسه على مجموعة من الجنود الأمريكان متجمعين عند مدخل مركز شرطة المحمودية في 16/4/2003 وادت إلى مقتل ثلاث جنود أمريكان وجرح اثنان والعديد من المدنين وتناقلت وكالات الانباء الحدث بكل تفاصيله [بحاجة لمصدر]
وكان لجغرافيا القضاء وكثافة الاشجار جعلت من القضاء ارضا صالحة لشن الهجمات على القوات الأمريكية دون أن تتمكن القوات الأمريكية من السيطرة على القضاء. لذا لقّبة القوات الأمريكية المنطقة المحيطة للمحمودية مثل جرف النصر واللطيفية واليوسفية بـ«مثلّث الموت».